# Doxorubicina
La doxorubicina (conosciuta anche con il nome di adriamicina) è un antibiotico antineoplastico della famiglia delle antracicline, dotato di un ampio spettro antitumorale. Il farmaco si lega al DNA cellulare inibendo la sintesi degli acidi nucleici e la mitosi e provocando aberrazioni cromosomiche.
La doxorubicina non è fase-specifica, ma è attiva soprattutto nella fase S del ciclo cellulare.
In vitro le cellule più sensibili alla doxorubicina sono quelle cardiache, quelle dei sarcomi e dei melanomi, i fibroblasti muscolari e cutanei normali.
Altrettanto sensibili, anche se in modo variabile, sono il midollo osseo, la mucosa orale e gastrointestinale e i bulbi piliferi, cioè le cellule in rapida proliferazione.
La doxorubicina presenta anche attività antibatterica e immunosoppressiva.

## Meccanismo d'azione
La doxorubicina agisce come agente intercalante, ovvero il farmaco si inserisce fra le basi del DNA e ne blocca la sintesi e la trascrizione. Inoltre determina anche una inibizione enzimatica: inibisce infatti l'attività dell'enzima topoisomerasi di tipo II.
Entrambi i meccanismi portano a rotture nella doppia elica di DNA.

## Farmacocinetica
La doxorubicina è instabile a pH acido e non viene assorbita dal tratto gastrointestinale.
Irrita i tessuti con i quali entra in contatto e quindi deve essere necessariamente somministrata per via endovenosa.
Il farmaco si distribuisce ampiamente nel plasma e nei tessuti. Già a distanza di soli 30 secondi dopo l'iniezione endovenosa, essa è presente nel fegato, polmone, cuore e rene.
La doxorubicina non attraversa la barriera ematoencefalica. Nel latte materno è presente anche come doxorubicinolo (metabolita principale).
La doxorubicina viene metabolizzata nel fegato e in altri tessuti dal sistema enzimatico aldo-cheto reduttasi con formazione di doxorubicinolo (metabolita attivo), doxorubicinone, agliconi e coniugati.
La doxorubicina viene escreta principalmente per via biliare. Il 10-20% di una dose è escreto nelle feci entro 24 ore dalla somministrazione, e il 40-50% entro 7 giorni.
Il 4-5% di una dose viene escreta nelle urine entro 5 giorni. Per 1-2 giorni dopo la somministrazione, il farmaco impartisce una colorazione rossa alle urine.
La doxorubicina può essere iniettata mediante dei nanotrasportatori, 20.000 volte più piccoli di un capello, che garantiscono la permanenza di un dosaggio ottimale nel sangue e, nei topi, una minore contaminazione degli organi vitali.

## Tossicità
Nel topo la DL50 è di 21,1 mg/kg per endovena.

## Indicazioni terapeutiche
La doxorubicina è impiegata, spesso in associazione con altri agenti antitumorali, nel trattamento di leucemia linfoblastica acuta, leucemia mieloblastica acuta, linfoma di Hodgkin e non-Hodgkin, sarcomi ossei e dei tessuti molli, neuroblastoma, tumore di Wilms e neoplasie maligne di vescica, mammella, polmone, ovaio, tiroide, stomaco. Non sembrano rispondere o rispondono in maniera insoddisfacente alla terapia con doxorubicina i tumori cerebrali, il carcinoma renale, il carcinoma della prostata, il melanoma maligno e il carcinoma del colon.

## Dosi terapeutiche
La doxorubicina cloridrato va somministrata esclusivamente per via endovenosa.
Durante l'iniezione bisogna evitare lo stravaso della soluzione nei tessuti circostanti la vena per evitare gli effetti irritanti della sostanza.
La velocità di iniezione dipende sia dalle dimensioni della vena sia dalla dose.
Se nel paziente compaiono strisce di eritema locale lungo tutta la vena iniettata o vampate al viso è possibile che la velocità di iniezione sia troppo rapida.
La doxorubicina cloridrato viene somministrata in dosi di 60–75 mg/m2 di superficie corporea o di 1,2-2,4 mg/kg come dose singola ogni tre settimane. In alternativa è possibile somministrare 20–30 mg/m2 al giorno per tre giorni consecutivi ogni 3-4 settimane.
Le dosi vengono solitamente ridotte se la doxorubicina viene associata ad altri antineoplastici.
In caso di disfunzione epatica moderata (bilirubinemia compresa tra 12 e 30 µg/ml) le dosi dovrebbero essere dimezzate, mentre in caso di grave insufficienza epatica (bilirubinemia superiore a 30 µg/ml) si dovrebbe somministrare una dose pari ad un quarto di quella usuale.
La dose cumulativa non dovrebbe superare i 550 mg/m2. Nei pazienti sottoposti a radioterapia del torace essa non deve essere superiore a 400 mg/m2.
La soluzione di doxorubicina cloridrato può essere instillata direttamente nella vescica per il trattamento topico di tumori non invasivi.

## Effetti collaterali
Gli effetti collaterali più importanti sono la depressione midollare (leucopenia, trombocitopenia, anemia) e la cardiotossicità (alterazioni del tracciato elettrocardiografico, aritmie, insufficienza cardiaca congestizia che può manifestarsi anche parecchio tempo dopo l'ultima somministrazione di doxorubicina).
L'alopecia è l'effetto indesiderato più frequente (86%), ma è reversibile alla sospensione del trattamento. Dopo 5-10 giorni di terapia, si può osservare la comparsa di stomatite la cui frequenza e gravità sono maggiori quando il farmaco è somministrato per tre giorni consecutivi.
Altri effetti: nausea, vomito, diarrea, vampate, congiuntivite, lacrimazione. Se la doxorubicina viene instillata nella vescica, possono comparire ematuria, bruciori vescicali e uretrali, disuria, stranguria e pollachiuria.
Doxorubicina, che sotto questo aspetto condivide le proprietà di altri chinoni come ad esempio il paraquat, sembra poter produrre effetti embriotossici e teratogeni attraverso meccanismi non del tutto chiari, ma certamente indipendenti dal cosiddetto "ciclismo redox" cioè la proprietà di alcune molecole di sottoporsi ripetutamente a processi di riduzione ed ossidazione.

## Controindicazioni e precauzioni d'uso
Il trattamento con doxorubicina è controindicato nei pazienti affetti da depressione midollare e insufficienza cardiaca o in quei pazienti che hanno già ricevuto dosi cumulative massime di doxorubicina e/o daunorubicina.
La cardiomiopatia indotta da dosi elevate di doxorubicina può essere irreversibile o letale, ma, se diagnosticata precocemente, si possono ottenere dei buoni risultati con glicosidi cardioattivi, diuretici, regime iposodico e riposo. Durante la terapia, è necessario un monitoraggio frequente dei leucociti, degli eritrociti, delle piastrine e della funzione cardiaca (ECG).
Prima di ogni somministrazione di doxorubicina è consigliabile effettuare misurazioni delle concentrazioni sieriche di SGOT, SGPT, fosfatasi alcalina e bilirubina. All'inizio del trattamento (per 1-2 giorni) la doxorubicina può impartire colorazione rossa alle urine.
Durante il trattamento con doxorubicina, le donne in età fertile dovrebbero essere avvertite di evitare la gravidanza a causa dei potenziali effetti tossici sul feto.

## Interazioni
La doxorubicina è usata principalmente in combinazione con altri farmaci antitumorali poiché in alcuni tipi di tumori la combinazione di più chemioterapici è risultata più efficace della monoterapia.
Sfortunatamente l'associazione di farmaci antitumorali porta anche ad un potenziamento della tossicità dei singoli farmaci.
La doxorubicina è in grado di esacerbare le cistiti emorragiche indotte da ciclofosfamide e l'epatotossicità indotta da mercaptopurina.
La somministrazione concomitante di ciclofosfamide, daunorubicina o l'irradiazione della regione toracica possono invece potenziare la cardiotossicità propria della doxorubicina.

## Storia
Negli anni cinquanta del XX secolo la società italiana Farmitalia Research Laboratories iniziò a cercare composti anti-tumorali a partire da microbi presenti nel terreno. Fu isolato un nuovo ceppo di Streptomyces peucetius partendo da un campione di terreno preso dalla zona attorno al Castel del Monte, da questo batterio che produce un pigmento rosso fu ottenuto un antibiotico che risultò essere efficace contro i tumori nei topi. Questo composto fu scoperto contemporaneamente da dei ricercatori francesi. I due gruppi di ricercatori chiamarono il composto Daunorubicina, dall'unione delle parole "Dauni" (popolo pre romano che abitava quella zona) e "rubino" a causa del colore. I trial clinici iniziarono negli anni sessanta e il farmaco si rivelò efficace nel trattamento di leucemia acuta e linfoma però si vide anche che poteva provocare una tossicità cardiaca fatale.
I ricercatori di Farmitalia scoprirono che l'azione biologica del farmaco poteva essere modificata con dei piccoli cambiamenti nella struttura del composto. Mutarono un ceppo di Streptomyces usando N-nitroso-N-metil uretano producendo un altro antibiotico sempre di color rosso. Fu chiamato Adriamicina in onore del mare Adriatico, il nome fu poi cambiato in doxorubicina per adeguarsi alle convenzioni sulla nomenclatura. La doxorubicina mostrò un'attività migliore contro i tumori nel topo, in particolare quelli solidi, e un maggior indice terapeutico senza però che la cardiotossicità fosse eliminata.
Attraverso ricerche successive sono state ottenute più di 2000 sostanze analoghe alla doxorubicina.

## Misurazione
Nel 2025 è stato presentato un sensore ultrasottile, impiantabile, biocompatibile e biodegradabile completamente che effettua una misura locale, diretta e continuativa della doxorubicina nel sito di trattamento. Il sensore effettua la raccolta dati e li trasmette tramite wireless.
Esso è in grado di monitorare in tempo reale l’assorbimento dei farmaci chemioterapici, consentendo una valutazione immediata della loro efficacia.
È costituito da una membrana micrometrica di silica nanostrutturata modificata con albumina umana, una proteina che è nota legarsi alla doxorubicina.
Al 2025 il monitoraggio dell'efficacia di farmaci chemioterapici è avvenuto tramite analisi di laboratorio, che non riescono a misurare l'assorbimento in una zona di interesse specifico con elevata accuratezza.